# 地震空白域

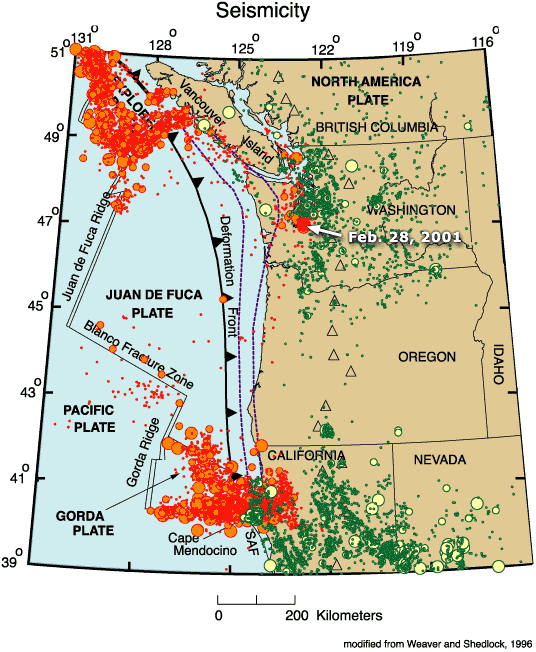
ファンデフカプレート（アメリカ大陸北西部）付近の地震の震源分布。中央に空白域が広がっている。オレンジ色の点が少ない左半分の空白域は第1種空白域、緑色の点が少ない右半分の空白域は第2種空白域。

地震空白域（じしんくうはくいき）は、かつて地震活動があったにもかかわらず、長期間に渡って地震の震源がない、またはこれからもしばらくは起こらないであろうと予想される地域のこと。
震度ではなくマグニチュードを基準としているため、離れた地域で起こった地震の影響で強く揺れたとしても、その地域は地震空白域であるとされる。空白域は大地震の前兆としてみられることもある。

## 認定基準
出現形態は千差万別で定説が無く普遍的な認定基準が無い概念であった。しかし、微少地震観測態勢の充実により得られた均質な地震カタログデータを対象に統計的手法を用いることが可能となった。例えば Wiemer and Wyss (1994)は、地震活動の変化量を標準偏差で規格化したZ値というパラメーターを使って時系列グラフや静穏化マップを空間的に描き出す手法を提唱し、1994年以降はその手法を利用する研究者が増えている。

## 概要とメカニズム
地震空白域は第1種と第2種の2つのタイプに分類されるが、第3種空白域の概念を加える説もある。全ての空白域がこのメカニズムで完全に説明できるわけではなく、現在も研究が行われている。
第1種空白域
帯状に細長く連なる海溝型地震の発生地帯の中で、周囲では大地震が起こっているにもかかわらず、大地震を起こしていない地域である。大きな力がかかっているため大地震が近づいていると考えられ、大地震の未破壊域とされる。
第2種空白域（地震活動静穏化域）
地震多発地帯の中にぽっかりと穴の開いたように存在する、地震の震源のない地域である。普段は小規模な地震が発生しているが、ある時期を境に地震が極端に少なくなる地域であり、地震活動が静穏化している地域である。常時地震活動が少ない地域だという解説もあるため、「地震が少ない地域」「地震が起こらない地域」だと誤解されることが多い。
第3種空白域
一部の研究者により提唱されている概念で、その実態と意味づけは必ずしも明瞭ではない。これは、普段から中・小規模の地震が起こっている断層や断層帯の中で、地震が起こっていない地域である。同様に力がかかっている断層の列の中でまだずれていない部分だと考えられている。第1種空白域と第2種空白域の両方の性質を持つ中間的な概念である。
この空白域が発生するメカニズムについては完全に解明されたとはいえないが、大きく分けて2つのメカニズムがあると考えられている。
1つは、その領域の断層面やプレート境界面（海溝であれば海底深部）に流動的な物質が存在していることを原因とするものである。流動的な物質は地震（というよりもすべり）のエネルギーを伝えにくくし、よって地上で感じられるエネルギーは多分に減衰され、地震空白域となるとされる。つまり、地震を起こさずに平穏に滑っている地域であると解釈できる。このメカニズムの場合、力は適時解放されているため、地震は起こりにくいと考えられている。
もう1つは、その領域で応力が安定していることを原因とするものである。断層面やプレートの境界面に、大きな圧力がかかっていない、あるいは大きな圧力がかかっていてもそれが拮抗していて大きな破壊が起きていない、あるいは大きな圧力がかかっていてもその力がまだ地震を発生させるほどの大きさではないために、地震が起こっていないとされる。つまり、地震活動が永久に休止している地域、または一時的に休止している地域であると解釈できる。このメカニズムの場合、圧力がかかっている場合ならば、力が蓄積されていると考えられ、今後地震が起こりやすいと考えられている。

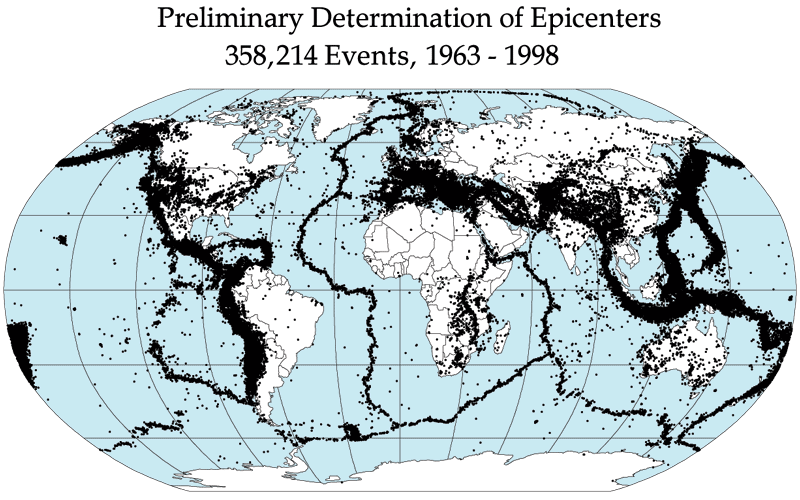
世界の震源分布（1963年〜1998年、約36万回分）。この図で、黒い点で埋まっていない地域のほとんどは「空白域」ではない。

地震空白域と誤解されやすいのが、広範なプレート上に位置し極めて安定した地盤をもつ、地震のない地域である。これはプレート同士のせめぎあいがなく、直下型地震や内陸性地震（古い断層で起こる地震）しか発生しないため地震がないのであって、「地震空白域」ではない。例えばアフリカ中部・西部や南アメリカ東部などが挙げられ、これらの地域は安定帯やクラトン（安定陸塊）と呼ばれ、敢えて地震の有無を基準とすれば無震帯とも呼ぶ。

## 日本国内の地震空白域
日本は4つのプレートのぶつかる地震大国であり、基本的にどこであっても大地震（被害地震）の危険性がある。2007年には、それまで空白域と言われていた能登半島北部地域で能登半島地震が発生し、そのことを裏付ける結果となった。また、プレート間の沈み込みが未だ浅いユーラシアプレートと北アメリカプレートが接する日本海東縁変動帯では空白域が多い。
以下は日本において現在も存在する主な空白域である。
- 北海道天売島西方沖〜稚内市西方沖
- 北海道積丹半島西方沖
- 北海道松前半島西方沖（18世紀に大地震が発生後、約250年大地震が起きていない）
- 秋田県男鹿半島沖（350年以上大地震が起きていない）
- 新潟県新潟市沖から上越地方（新潟県中越地震や新潟県中越沖地震が起こっていない地域）
- 房総半島南方沖
- 伊豆半島東方沖
- 駿河湾〜御前崎南方沖（駿河トラフ）
- 島根県東部
- 中央構造線
- 高知県沖南海トラフ
- 天草諸島北部
- 兵庫県北方沖

### 過去の地震空白域
これらの地域は地震空白域と言われていたが、大きな地震が発生した地域である。
- 根室周辺（1973年 根室半島沖地震）
- 鳥取県西部（2000年 鳥取県西部地震）
- 広島県南部（2001年 芸予地震）
- 青森県東方沖（2001年 青森県東方沖地震）
- 玄界灘近海（2005年 福岡県西方沖地震）
- 能登半島北部（2007年 能登半島地震）
- 長野県北部（2011年 長野県北部地震）
- 札幌市周辺（2018年 北海道胆振東部地震）

### 空白域中にある活動域
1980年代末以降、日本海沿岸域の広域で地震活動は静穏化していたが、京都府北部から鳥取県西部地域ではM5 クラスの地震が数回（1990年、1991年、1997年）発生し、日本海沿岸の静穏域の中では活発な活動が起こっていた場所である。この様な静穏域中の活動域は、応力の集中しているアスペリティとして注目されていたが、2000年鳥取県西部地震 M7.3 の予見までには至らなかった。
琉球大学名誉教授・木村政昭は、空白域中にある活動域（先行すべりをする領域）を「地震の目」としてM6.5以上の地震の中期予知に使っており、実際に2000年の鳥取県西部地震や2011年の東北地方太平洋沖地震等の中期予知に成功したと主張している。

### 調査研究
気象庁気象研究所は、1996年5月から滋賀県高島市及び福井県敦賀市の観測点に石井式三成分歪み計と傾斜計を設置し、連続観測を行っている。また、静穏化の検出と活発化を検出するツール(Seisqa)が作成され気象庁にて利用されている。

## 世界の地震空白域

### 切迫している地震空白域
- スマトラ島中部（パダン沖、2005年3月の地震と2007年9月の地震に挟まれた領域）
- アルパイン断層（ニュージーランド南島）
- ペルー中部（1586年にリマ地震が発生）
- ミャンマー南方沖（2004年スマトラ島沖地震震源域の北方）
- ブリティッシュコロンビア州〜オレゴン州沖（カナダ〜アメリカ沖、カスケード沈み込み帯）

### その他
- ミチョアカン空白域（メキシコ ミチョアカン州太平洋岸、1985年にメキシコ地震が発生）
- ゲレロ空白域（メキシコ ゲレーロ州太平洋岸）
- 北アナトリア断層西端（トルコ イスタンブール付近）
- シベリア中央部
- 西アフリカ
- 南部アフリカ
- 朝鮮半島（ただし北朝鮮の地下核実験を要因とする人為的な地震が発生している）
- 南極大陸